# Catia Hultquist
Catia Hultquist, egentligen Ulla Catrine Hultkvist, född 23 januari 1965, är en svensk journalist.
Hon är verksam på Dagens Nyheter sedan 2007 efter att tidigare ha arbetat vid Expressen. Vid Dagens Nyheter är hon krönikör på kultursidan och redaktör för Insidans expertpanel.